# Hällesjön (Gladhammars socken, Småland)
Hällesjön är en sjö i Västerviks kommun i Småland och ingår i Storån-Botorpsströmmens kustområde. Sjön är 6,2 meter djup, har en yta på 0,212 kvadratkilometer och är belägen 27,3 meter över havet. Sjön avvattnas av vattendraget Gunneboån.

## Delavrinningsområde
Hällesjön ingår i det delavrinningsområde (639989-153879) som SMHI kallar för Inloppet i Hyttegöl. Medelhöjden är 53 meter över havet och ytan är 11,58 kvadratkilometer. Räknas de 2 avrinningsområdena uppströms in blir den ackumulerade arean 34,38 kvadratkilometer. Avrinningsområdets utflöde Gunneboån mynnar i havet. Avrinningsområdet består mestadels av skog (63 procent), öppen mark (14 procent) och jordbruk (15 procent). Avrinningsområdet har 0,56 kvadratkilometer vattenytor vilket ger det en sjöprocent på 4,8 procent.